# Illés Erzsébet
Illés Erzsébet (idegen nyelvű publikációiban Erzsébet Illés-Almár, Illes-Almar E.) (Szekszárd, 1936. november 15. – ) magyar csillagász, űrkutató, a fizikai tudomány kandidátusa, az MTA Csillagászati és Földtudományi Kutatóközpont Konkoly Thege Miklós Csillagászati Intézetének emerita kutatója. Úttörő jelentőségű, hogy első volt a csillagászok között, aki számítógépes programok segítségével dolgozott. Az Év Ismeretterjesztő Tudósa díj tulajdonosa 2010-től, nevét az 191857 Illéserzsébet nevű kisbolygó őrzi.

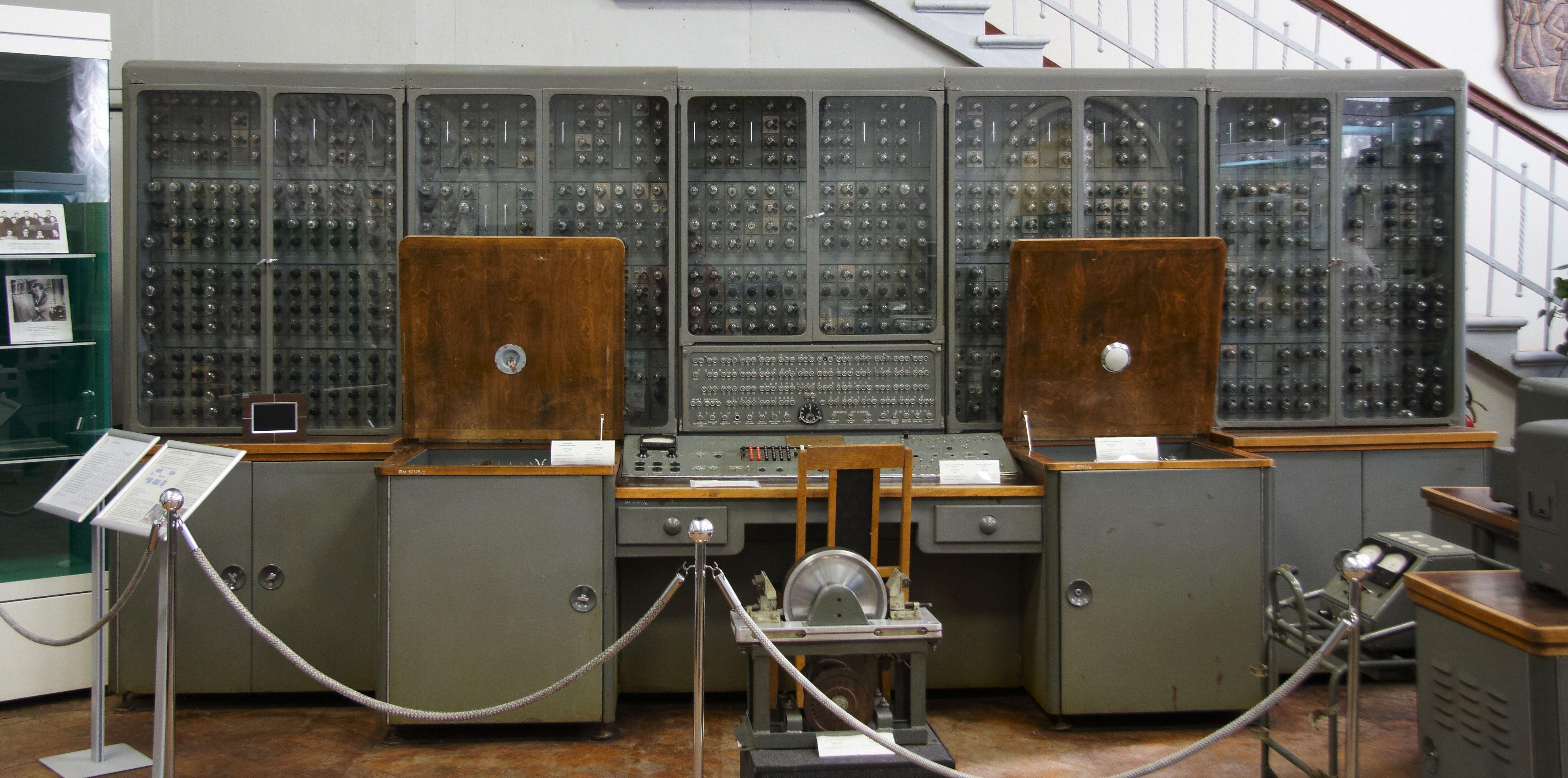
Ural-1 számítógép

## Tanulmányai
Paraszti családba született, ahol a gyermekek közül ő tanulhatott elsőnek tovább. Már 10 éves kora körül rendkívüli módon érdekelte a csillagászat, TIT füzeteket olvasott, kedvenc csillagászai Róka Gedeon és Kulin György voltak. Középiskolai tanulmányait a Szekszárdi Garay János Gimnáziumban végezte. 1954. május 30-án az iskola diákjaként túlélője volt a Pajtás hajó felborulásának Balatonfüreden. Nagyon jól tanult és kitűnő eredménnyel érettségizett. Mivel érdeklődése a csillagászat felé fordult és ahhoz fizikát és matematikát kellett tanulnia, tanácsot kért az Élet és Tudomány újság szerkesztőitől, hogy mit tegyen. Budapesten akkoriban már létezett az MTA Csillagvizsgáló Intézete, ezért nem Szegedre, hanem Budapestre kellett jelentkeznie. A jó tanácsot egy az újság által kijelölt személy adta neki, aki későbbi társa Almár Iván volt. Ő akkor már aspiráns volt a Csillagvizsgáló Intézetben Detre László professzor mellett.
Az egyetemi évek alatt Földes Istvántól a Csillagászati tanszék tanszékvezető tanárától elméleti égi-mechanikát tanult  és minden ismeretterjesztő előadást meglátogatott, ami a csillagászattal összefüggött. Az áttörést a szélesebb csillagászati ismeretek felé azonban az 1956 nyarán Budapesten tartott változócsillag konferencia jelentette, ahol szovjet tudósokkal ismerkedhetett meg, úgymint Kukarin és Maszevics professzorokkal. Maszevics professzorasszony azután egész tudományos életútján is végigkísérte, segítette. A szovjet tudósnő csillagfejlődéssel foglalkozott és a konferencia után nem sokkal azt a feladatot kapta, hogy szervezze meg a szovjet mesterséges holdak megfigyelését az egész világon.
Még az egyetem befejezése előtt egy egyetemi nyári gyakorlat alkalmával Illés Erzsébetnek is volt lehetősége szputnyik megfigyelésre egy AT-1 nevű kis távcsővel. 1957-től Magyarország is bekapcsolódott a Szovjetunió felkérésére a műholdak megfigyelésébe. A felkérést a Magyar Tudományos Akadémia kapta, az pedig a Csillagvizsgáló Intézetet bízta meg a feladattal. A cél egy megfigyelő hálózat megszervezése és működtetése volt. A holdak vonulásáról adatokat kaptak a csillagászok a KOZMOSZ központból. Később amerikai holdakról is érkeztek adatok és ezeknek a megfigyelésére egy EFEM nevű program is érkezett a Smithsonian Intézetből. Ehhez a tudományos munkához kapcsolódott azután a légkörkutatás is, ami a későbbiekben komoly tudományággá nőtte ki magát.
1959-ben Illés Erzsébet az ELTE TTK-n matematika-fizika szakon egyetemi tanári diplomát szerzett. Detre László a Csillagvizsgáló Intézetbe felvette és a változócsillagok megfigyelését bízta rá. 1961-ben a csillagászok között elsőként számítástechnikai tanfolyamot végzett el. URAL-1 – még elektroncsövekkel működő – számítógépen tanultak programozni a tanfolyamvezető Kiss György segítségével. Ekkor indult be az INTEROBS műholdmegfigyelő program, amit számítógépek nélkül nem is lehetett volna működtetni. A féléves számítástechnikai tanfolyam után sikeresen megírta élete első programját. A téma, "Két pontban szögtartó térképhálózat" rácspontjainak kiszámítása volt, ez a mesterséges holdak megfigyelésének feldolgozását segítette elő. A rácspontok kiszámításához szükséges képleteket Érdi Krausz György biztosította számára, aki foglalkozására nézve geodéta volt. Érdekesség, hogy a hálózat, melyet asztralon lapra vittek fel, ma is megtalálható az MTA csillagvizsgáló Intézetében.

## Munkássága
Tagja volt annak a néhány főből álló csillagász-csoportnak, amelynek tevékenységével az 1958-ban megkezdődött Magyarországon az űreszközök alkalmazásával történő űrkutatás, valamint a Nap-Föld fizikai kapcsolatok kutatásával és a Naprendszer égitestjeinek összehasonlító planetológiai vizsgálatával foglalkozott. Ennek során öt új jelenséget fedezett fel a felső légkörben: kettőt a fűtésével kapcsolatban (gyűrűáram-fűtés és az éjszakai kompressziós fűtés), amelyekre a nemzetközi referencia-légköri modellhez javítást is adott, hármat  pedig az ionoszféra és a semleges légkör közötti finomszerkezeti változással kapcsolatban, amelyet a nemzetközi irodalom úttörő jelentőségű felfedezésnek tart. Összehasonlító-planetológiai témakörben új modellt javasolt az üstökösmagokra, új megvilágításba helyezte a bolygógyűrűket, valamint már nagyon korán domináló vulkáni tevékenységként jelölte meg a jeges holdakon a gejzíraktivitást.
Az egyetemi oktatásban meghívott előadóként az 1990-es évek óta folyamatosan részt vett 2020-ig saját koncepciójú összehasonlító-planetológiai előadásaival, ahol a „miértekre” és az  „összefüggésekre” helyezi a fő hangsúlyt.

A róla elnevezett kisbolygó (a kép alsó szélénél villogó pici pont)

Száznál több, pontosabban 159 idegen nyelvű tudományos dolgozat szerzője. Továbbá legalább ötven, önálló áttekintést adó ismeretterjesztő cikke a Csillagászati évkönyv és a Fizika Évkönyv köteteiben, valamint a Magyar Tudomány, a Természet Világa, az Élet és Tudomány, a Meteor, a Föld és Ég, az Andromeda és a Földgömb folyóiratokban jelent meg. Mintegy száz ismeretterjesztő előadást tartott, köztük sokat a Csillagászati Heteken.

## Díjak és elismerések
- 2002. Fonó Albert-díj, mint az ELTE Planetológiai körének tagja, sokéves nemzetközi és hazai munkájáért,[9]
- 2004 „Az év cikke 2004” díj „Sarki fény Magyarország felett”, Élet és Tudomány 2004 No.3 és No. 4, Magyar Szabadalmi Hivatal és Élet és Tudomány[10]
- 2010. A Tudományos Újságírók Klubja által 2010-ben Az Év Ismeretterjesztő Tudósa díjat kapta, és Sárneczky Krisztián egy általa felfedezett kisbolygót nevezett el róla. 2011.12.09-én a Nemzetközi Csillagászati Unió jóváhagyta a névváltozást, azóta nevét az 191857 Illéserzsébet kisbolygó őrzi.[11]
- 2016. Bay Zoltán-díj, a hazai űrkutatás területén elérhető legnagyobb szakmai elismerés.[12]
- 2017. Szabó Imre-díj, Energiagazdálkodási Tudományos Egyesület, Szenior Klub,[13]

## Családja
Férjezett, dr. Almár Iván felesége, két gyermekük van.